# Chung Mon
Chung Mon (Po On, 7 september 1918 – Amsterdam, 3 maart 1975) was een Nederlandse zakenman en misdadiger van Chinese afkomst. Hij maakte deel uit van de triade 14K en leidde in de jaren 60 en 70 vanuit Amsterdam de Chinese heroïnehandel.

## Biografie
Chung (pinyin: Zhong) was een Hakka die in 1918 werd geboren in het Chinese Po On, een arrondissement dat het huidige Shenzhen en Hongkong omvat. Op 18-jarige leeftijd ging hij als kok aan de slag op een vrachtschip dat naar Rotterdam voer. Chung maakte in Nederland deel uit van de Chinese gemeenschap en zou de Duitse bezetting mogelijk hebben overleefd door als informant samen te werken met de Gestapo. Om de Nederlandse identiteit te verkrijgen, trouwde hij met de Nederlandse Ann Hess, met wie hij een dochter kreeg. Na de Tweede Wereldoorlog groeide Chung door het uitbaten van een restaurant, casino en reisagentschap in Amsterdam uit tot een succesvol zakenman. Daarnaast kwam hij ook aan het hoofd te staan van de triade 14K, een misdaadorganisatie uit Hongkong die zijn lucratieve drugshandel naar Europa wilde uitbreiden. Chung, die regelmatig geld schonk aan goede doelen, bekendstond als een gerespecteerd zakenman en door zowel de Nederlandse als Taiwanese overheid gedecoreerd werd, controleerde vanuit Amsterdam, meer specifiek de Zeedijk, de Chinese handel in heroïne. Het leverde hem bijnamen op als de "Godfather van Amsterdam/Europa", "Mister Big", de "Eenhoorn van 14K" en "Fokkie Lang" (Chinees voor "van niemand bang"). Chung werd zo succesvol dat hij zijn imperium in 1973 uitbreidde naar de Verenigde Staten en in het vizier kwam van de Drug Enforcement Administration (DEA). In Nederland genoot hij bescherming van Gerard Toorenaar, chef van de Centrale Recherche in Amsterdam, die hij in ruil belangrijke informatie over andere drugsdealers bezorgde.
Door zijn succes als heroïnedealer kreeg hij ook concurrentie te verduren van rivaliserende triades. Zo vestigde de triade Wo Shing Wo zich in Rotterdam en probeerde Wo Lee Kwan, in navolging van Chungs gokhuis Wah Kiauw, in Amsterdam ook een restaurant/casino op te richten als dekmantel voor drugshandel. De strijd tussen de verschillende triades zorgde begin jaren 70 in Nederland regelmatig voor schietpartijen en dodelijke slachtoffers. Als reactie dreigde Chung de invoer van heroïne uit Hongkong voortaan niet meer te delen met Wo Lee Kwan. Op 3 maart 1975 werd Chung, toen hij bij zijn gokhuis Si Hoi in Amsterdam arriveerde, doodgeschoten door drie onbekende Chinese mannen, die vanuit Hongkong waren overgevlogen en na de moord meteen terug naar hun thuisland vertrokken. Chung werd opgevolgd door Chan Yuen Muk, die precies een jaar na zijn dood, op 3 maart 1976, werd vermoord.